# Сервілія Ісавріка
Сервілія Ісавріка (Servilia Isauricusa, 50 до н. е. —30 до н. е.) — давньоримська матрона часів пізньої Римської республіки.

## Життєпис
Походила з патриціанського роду Сервіліїв. Дочка Публія Сервілія Ісавріка, консула 48 року до н. е.
У дитинстві була заручена з Октавіаном, однак шлюб не відбувся, оскільки з політичних міркувань Октавіан у 43 році до н. е. одружився з Клавдією. Згодом Сервілія вийшла заміж за Марка Емілія Лепіда, сина триумвіра. У 30 році до н. е. чоловік Сервілії був викритий у змові проти Октавіана і страчений. Після цього Сервілія наклала на себе руки.

## Родина
- Марк Емілій Лепід
- Емілія Лепіда